# البرجسية
البرجسية منطقة في وسط مركز قضاء الزبير غرب محافظة البصرة في جنوب جمهورية العراق، كانت البرجسية كثيرة الأثل، غابة، وأدغالاً، فكانت متنزهاً لأهالي محافظة البصرة، واتخذ الأثل للاحتطاب، ومصدّاً للرياح، وفي البرجسية عيون نفط، بعضها مستغل وبعضها غير مستغل، وفيها مجمع لمساكن موظفي شركة نفط الجنوب البالغ عددها 487 وحدة سكنية حتى سنة 2014، وفيها مقر شركة نفط الجنوب، المسافة بين البرجسية وبلدة الزبير 10 كيلومترات، وبين البرجسية ومدينة البصرة 20 كيلومتراً، موقع البرجسية في حوض كرى سعدة المندرس ولذلك سُميت مزارعها (الكري)، وآبارها عذبة، وأرضها خصبة، كانت تحيط بها مزارع لأهل الزبير، تُزرع فيها الطماطة والرَقّي ولبطيخ والبصل والثوم وقليل من النخيل، زُرعت الطماطة أول مرة سنة 1910 الميلادية، وكان عبد العزيز المجحم أول زارعيها. البرجسية 3 مقاطعات، البرجسية الشمالية رقم 7، والبرجسية الجنوبية رقم 6، والبرجسية الغربية رقم 16، مساحتهنّ 16880 دونماً عراقياً، وثلاثتهنّ من مقاطعات مركز قضاء الزبير، وبينهن وبين بلدة الزبير شارع يُسمى شارع البرجسية، وفيها مسجد البرجسية، وكانت البرجسية منطلق الحجاج إلى مكة، إذ كان الحجاج من الزبير والبصرة والمحمرة يتجمعون فيها للانطلاق إلى مكة، وحين يعودون يقفون عندها قبل أن يتوجهوا إلى بيوتهم، وكان طريق من البصرة إلى نجد يبدأ من الزبير إلى البرجسية ثم الرتك ثم الهليبة ثم جريشان حيث يتشعب الطريق إلى مسارين، أحدهما الطريق إلى ناحية بصية والآخر يمضي إلى خرجة فالركعي، حدثت في البرجسية معركة ذات صلة بمعركة الشعيبة، في 14 نيسان سنة 1915، تحيط بالبرجسية شمالاً مقاطعة 21 الشعيبة الشرقية و22 الشعيبة الغربية، وشمال الغرب مقاطعة الطوبة رقم 9، وغرباً مقاطعة الرافضية رقم 18، وجنوباً مقاطعة النخيلة رقم 10، ومقاطعة كريطيات رقم 4، وشرقاً مقاطعة النجمي الشرقي رقم 2، ومقاطعة جويبدة رقم 8. وأقام العثمانيون في البرجسية مركز رئاستهم في عام 1915 الميلادي والذي أداروا منه معركة الشعيبة وحتى سنة 1917 كانت آثار الخنادق التي حفرها الأتراك في تلك المنطقة لا تزال باقية ويراها الناس بين أحواض زراعة البطيخ لأن الزبير والمستوطنات المحيطة بها تشتهر قبل كل شيء بالبطيخ.
سكن فيها عبد الله المسلماني، وبنى أهل الزبير في البرجسية قصوراً يسكنونها في الربيع والصيف، منها قصر الفارس والمحير وعبد الله عثمان الخزيمي وسعود الصالح والحمود وعبد العزيز أحمد المبيض.
مساحة البرجسية بحوالي 783كم مربع، [بحاجة لمصدر] سكنها سابقًا بريطانيون من أجل استكشاف النفط ويسكنها حاليا الموظفون التابعون لشركتي نفط البصرة والحفر العراقية ويقدر عدد سكان المدينة بحوالي 9000 نسمة تقريبا بحسب (تقديرات عام 2012م).[بحاجة لمصدر]
والبرجسية من المناطق المهمة بسبب أهميتها النفطية.